# Yehuda Burla
Yehuda Burla född 18 september 1886 i Jerusalem, död 7 november 1969 i Tel Aviv, var en hebreisk författare. Burla deltog som tolk i den turkiska armén under första världskriget. Hade efter 1930 ett flertal offentliga uppdrag.